# Troine
Troine är en ort i Luxemburg.   Den ligger i distriktet Diekirch, i den nordvästra delen av landet, 50 kilometer norr om huvudstaden Luxemburg. Troine ligger 476 meter över havet och antalet invånare är 195.
Terrängen runt Troine är platt.  Närmaste större samhälle är Wiltz, 11,2 kilometer söder om Troine.
Omgivningarna runt Troine är en mosaik av jordbruksmark och naturlig växtlighet. Runt Troine är det ganska glesbefolkat, med 31 invånare per kvadratkilometer.